# Макоманай (парк)
Парк Макоманай (яп. 真駒内公園 Макоманай ко:эн) — городской парк, расположенный в районе Минами города Саппоро (Япония). На его территории находятся такие объекты, как Открытый стадион Макоманай, ледовая арена Макоманай и Музей лосося в Саппоро.
Территория парка стала центральным местом проведения зимних Олимпийских игр 1972 года в Саппоро.

## История
Первоначально на территории нынешнего парка располагался молокозавод Хоккайдо. Эта территория была определена основным местом проведения зимних Олимпийских игр 1972 года, на ней был построен ряд объектов, включая и главный стадион. После завершения Олимпийских игр началось обустройство парка, который был официально открыт для публики в 1975 году.

## Описание
Парк Макоманай расположен в южной части Саппоро, вдоль реки Тоёхира, в месте её впадения в реку Макоманай. В парке произрастают хвойные и широколиственные деревья. 
Обладая пешеходными дорожками, общей длиной в 10 км, парк стал популярным местом для занятия спортом, независимо от сезона. С весны по осень они становятся местом для пробежек, а зимой здесь располагаются лыжные дорожки.
Открытый стадион Макоманай, расположенный в центре парка и открытый в 1971 году, принимал у себя церемонию открытия зимних Олимпийских игр 1972 года и соревнования по конькобежному спорту во время них. Ныне он используется для соревнований по конькобежному спорту зимой и как теннисные корты летом.
В состав парка также входит ледовая арена Макоманай, открытая в 1972 году и принимавшая у себя соревнования по фигурному катанию и некоторые матчи хоккейного турнира во время Олимпиады. В настоящее время он используется как ледовый каток и концертная площадка.
Музей лосося в Саппоро, открытый в 1984 году и расположенный в северо-западном конце парка, ставит перед собой цель рассказать о важности лосося и его промысла для Саппоро. 

## Зимняя олимпиада 1972
В 1972 году на территории парка проводились соревнования по биатлону, лыжным гонкам и лыжным гонкам в лыжном двоеборье.

## Транспорт
- Линия Намбоку: 20 минут пешком от станции Макоманай.